# Bøsdalafossur
Bøsdalafossur je vodopád na Faerských ostorvech. Jeho zdrojem je krátký potok Bøsdalaá tekoucí z jezera Sørvágsvatn do Atlantského oceánu. Výška vodopádu je 32 metrů.